# 세레쿤다
세레쿤다(영어: Serekunda)는 감비아에서 가장 큰 도시로, 반줄(감비아의 수도) 남서쪽에 위치한다. 인구는 335,733명(2006년 기준)이다.